# Piplockenburg
Piplockenburg ist ein Wohnplatz der Gemeinde Calvörde.

## Lage
Die Ortschaft liegt etwa zehn Kilometer nordwestlich von Calvörde und zwei Kilometer westlich von Mannhausen im Drömling. Durch das Dorf verläuft der Mittellandkanal. Im Norden liegt der Kämkerhorst mit dem Drömlingsinformationszentrum Kämkerhorst. Östlich von Piplockenburg befindet sich unmittelbar nördlich des Mittellandkanals die künstlich geschaffene Flachwasserzone Mannhausen, die als Teil des Naturschutzgebiets Ohre-Drömling ausgewiesen ist und zahlreichen wasserliebenden Vögeln als Lebensraum dient.

## Name
Nach einer Erklärungslegende soll im ehemaligen Sumpfland des Drömling eine Burg gestanden haben. Sie war heftig umkämpft und die Ritter der Burg ersannen sich einen Trick: Sie riefen mit Pfeifen und gaben damit ihren Standort preis. Die Eindringlinge glaubten ihr Ziel erkannt und gingen dem Pfeifen nach. Tatsächlich erkannten sie die Burg und waren sich ihres Sieges bereits sicher. Was sie jedoch dabei nicht bedachten, war das Moor- und Sumpfgebiet. Beim Anrücken versanken die Feinde im Moor und waren verloren. So entstand der Name „Piplockenburg“, der im eigentlichen Sinne „Piep lock in Burg“ bedeutete – das Pfeifen der schlauen Burgherren, um die Feinde anzulocken und sie dann im Moor zu versenken.